# 라스트 듀얼: 최후의 결투
《라스트 듀얼: 최후의 결투》(영어: The Last Duel)는 2021년 개봉한 역사 드라마 영화로, 리들리 스콧이 감독을 맡았다. 맷 데이먼, 애덤 드라이버, 조디 코머, 벤 애플렉이 출연한다. 원작은 14세기 프랑스의 기사 장 드 카루주와 자크 르 그리 사이에서 실제로 벌어진 프랑스 역사상 마지막 결투재판을 다룬 UCLA 영문과 교수 에릭 재거(Eric Jager)의 역사 논픽션 라스트 듀얼(The Last Duel: A True Story of Trial by Combat in Medieval France)이다.
기존 2020년 12월 25일에 북미 개봉 예정이었으나, 코로나19 범유행으로 인해 개봉이 2021년 10월 15일로 연기되었다.

## 출연진
- 맷 데이먼 - 장 드 카루주 경 역
- 애덤 드라이버 - 자크 르 그리 역
- 조디 코머 - 마르그리트 드 카루주 역
- 벤 애플렉 - 피에르 달랑송 백작[1] 역
- 해리엇 월터 - 니콜 드 뷔샤르 역
- 너새니얼 파커 - 로베르 드 티부빌 경 역
- 샘 헤이즐딘 - 토맹 뒤부아 역
- 마이클 매컬해튼 - 베르나르 라투르 역
- 알렉스 로더 - 국왕 샤를 6세 역
- 세리나 케네디 - 왕비 이자보 역